# إريك يونغ
إريك يونغ (25 مارس 1960 بسنغافورة - ) هو لاعب كرة قدم سنغافوري في مركز الدفاع. شارك مع منتخب ويلز لكرة القدم. أما مع النوادي، فقد لعب مع برايتون أند هوف ألبيون وكريستال بالاس ونادي إنفيلد ووولفرهامبتون واندررز ونادي ويمبلدون ونادي إِنفيلد ‏ ونادي سلاو تاون ونادي ساوثال وإغهم تاون ‏.

## وصلات خارجية
- اريك يونغ على موقع الاتحاد الدولي (مؤرشف)  (الإنجليزية)
- اريك يونغ على موقع قاعدة بيانات كرة القدم.إي يو (الإنجليزية)
- اريك يونغ على موقع ناشيونال فوتبول تيمز (الإنجليزية)
- اريك يونغ على موقع Soccerbase.com (لاعب) (الإنجليزية)
- اريك يونغ على موقع عالم كرة القدم.نت (الإنجليزية)